# Primera División 2009-2010 (Argentina)
La Primera División 2009-2010 è stata l'80ª edizione del campionato di calcio argentino e la 20ª ad essere disputata con la formula dei tornei di Apertura e Clausura. Il torneo di Apertura 2009, iniziato il 21 agosto 2009 e terminato il 13 dicembre 2009, è stato vinto dal Banfield, al suo primo titolo nazionale. Nel Clausura 2010, iniziato il 29 gennaio 2010 e terminato il 16 maggio 2010, si è invece imposto l'Argentinos Juniors, che ha così conquistato il suo terzo titolo nazionale a 25 anni di distanza dall'ultimo.

## Squadre partecipanti
- Argentinos Juniors
- Arsenal Sarandí
- Atl. Tucumán[1]
- Banfield
- Boca Juniors
- Chacarita Juniors[2]
- Colón (SF)
- Estudiantes (LP)
- Gimnasia (LP)
- Godoy Cruz

- Huracán
- Independiente
- Lanús
- Newell's Old Boys
- Racing Club
- River Plate
- Rosario Central
- San Lorenzo
- Tigre
- Vélez Sarsfield

## Torneo Apertura
L'avvio dell'Apertura 2009, inizialmente previsto per il 14 agosto 2009, ha avuto luogo il 21 agosto. Il torneo si è concluso il 13 dicembre, con la vittoria del Banfield.

### Classifica finale
|  | Pos. | Squadra            | Pt | G  | V  | N | P  | GF | GS | DR  |
|  | ---- | ------------------ | -- | -- | -- | - | -- | -- | -- | --- |
|  | 1.   | Banfield           | 41 | 19 | 12 | 5 | 2  | 25 | 11 | +14 |
|  | 2.   | Newell's Old Boys  | 39 | 19 | 12 | 3 | 4  | 26 | 14 | +12 |
|  | 3.   | Colón (SF)         | 34 | 19 | 10 | 4 | 5  | 27 | 16 | +11 |
|  | 4.   | Independiente      | 34 | 19 | 10 | 3 | 5  | 30 | 20 | +10 |
|  | 5.   | Vélez Sarsfield    | 34 | 19 | 10 | 4 | 5  | 29 | 21 | +8  |
|  | 6.   | Argentinos Juniors | 32 | 19 | 8  | 8 | 3  | 29 | 20 | +9  |
|  | 7.   | San Lorenzo        | 32 | 19 | 9  | 5 | 5  | 28 | 20 | +9  |
|  | 8.   | Estudiantes (LP)   | 31 | 19 | 9  | 4 | 6  | 28 | 19 | +9  |
|  | 9.   | Lanús              | 31 | 19 | 8  | 7 | 4  | 26 | 17 | +9  |
|  | 10.  | Rosario Central    | 28 | 19 | 8  | 7 | 4  | 21 | 14 | +7  |
|  | 11.  | Boca Juniors       | 27 | 19 | 7  | 6 | 6  | 28 | 24 | +4  |
|  | 12.  | Arsenal Sarandí    | 27 | 19 | 7  | 6 | 6  | 20 | 24 | -4  |
|  | 13.  | Atl. Tucumán       | 22 | 19 | 6  | 4 | 9  | 24 | 32 | -8  |
|  | 14.  | River Plate        | 21 | 19 | 5  | 6 | 8  | 23 | 26 | -3  |
|  | 15.  | Chacarita Juniors  | 19 | 19 | 5  | 4 | 10 | 18 | 25 | -7  |
|  | 16.  | Racing Club        | 17 | 19 | 4  | 5 | 10 | 17 | 26 | -9  |
|  | 17.  | Godoy Cruz         | 16 | 19 | 3  | 7 | 9  | 18 | 28 | -10 |
|  | 18.  | Gimnasia (LP)      | 13 | 19 | 3  | 4 | 12 | 16 | 29 | -13 |
|  | 19.  | Huracán            | 11 | 19 | 2  | 5 | 12 | 12 | 34 | -22 |
|  | 20.  | Tigre              | 8  | 19 | 2  | 2 | 15 | 18 | 42 | -24 |

### Classifica marcatori
|  | Gol | Rigori | Marcatore          | Squadra            |
|  | --- | ------ | ------------------ | ------------------ |
|  | 14  | 3      | Santiago Silva     | Banfield           |
|  | 11  | 1      | Federico Nieto     | Colón (SF)         |
|  | 11  | 0      | Joaquín Boghossian | Newell's Old Boys  |
|  | 10  | 0      | Gabriel Hauche     | Argentinos Juniors |
|  | 10  | 2      | Darío Gandín       | Independiente      |
|  | 9   | 2      | Mauro Boselli      | Estudiantes (LP)   |
|  | 8   | 2      | Diego Buonanotte   | River Plate        |
|  | 6   | 0      | Franco Jara        | Arsenal Sarandí    |
|  | 6   | 0      | Martín Palermo     | Boca Juniors       |
|  | 6   | 3      | Esteban Fuertes    | Colón (SF)         |
|  | 6   | 3      | Santiago Salcedo   | Lanús              |
|  |     |        |                    |                    |

### Coppa Libertadores 2010
Si qualificano per la Coppa Libertadores 2010 Estudiantes, Vélez Sársfield e Banfield, in quanto vincitori rispettivamente di Coppa Libertadores 2009, Clausura 2009 e Apertura 2009, oltre a Lanús, Colón e Newell's Old Boys rispettivamente per la maggior quantità di punti ottenuti tra le squadre non vincitrici del 2009 (Clausura/Apertura).

## Torneo Clausura
L'avvio del Clausura 2010 ha avuto luogo il 29 gennaio 2010. Il torneo si è concluso il 16 maggio.

### Classifica finale
|  | Pos. | Squadra            | Pt | G  | V  | N  | P  | GF | GS | DR  |
|  | ---- | ------------------ | -- | -- | -- | -- | -- | -- | -- | --- |
|  | 1.   | Argentinos Juniors | 41 | 19 | 12 | 5  | 2  | 35 | 23 | +12 |
|  | 2.   | Estudiantes (LP)   | 40 | 19 | 12 | 4  | 3  | 33 | 14 | +19 |
|  | 3.   | Godoy Cruz         | 37 | 19 | 11 | 4  | 4  | 28 | 14 | +14 |
|  | 4.   | Independiente      | 34 | 19 | 10 | 4  | 5  | 25 | 18 | +7  |
|  | 5.   | Banfield           | 32 | 19 | 9  | 5  | 5  | 24 | 16 | +8  |
|  | 6.   | Newell's Old Boys  | 30 | 19 | 8  | 6  | 5  | 32 | 18 | +14 |
|  | 7.   | Lanús              | 29 | 19 | 8  | 5  | 6  | 25 | 23 | +2  |
|  | 8.   | Racing Club        | 29 | 19 | 9  | 2  | 8  | 21 | 22 | -1  |
|  | 9.   | Vélez Sarsfield    | 27 | 19 | 7  | 6  | 6  | 25 | 20 | +5  |
|  | 10.  | Huracán            | 26 | 19 | 7  | 5  | 7  | 21 | 22 | -1  |
|  | 11.  | Tigre              | 24 | 19 | 7  | 3  | 9  | 28 | 26 | +2  |
|  | 12.  | Gimnasia (LP)      | 24 | 19 | 6  | 6  | 7  | 21 | 29 | -8  |
|  | 13.  | River Plate        | 22 | 19 | 6  | 4  | 9  | 16 | 21 | -5  |
|  | 14.  | Colón (SF)         | 21 | 19 | 4  | 9  | 6  | 20 | 32 | -12 |
|  | 15.  | San Lorenzo        | 20 | 19 | 6  | 2  | 11 | 16 | 21 | -5  |
|  | 16.  | Boca Juniors       | 20 | 19 | 5  | 5  | 9  | 28 | 35 | -7  |
|  | 17.  | Rosario Central    | 19 | 19 | 3  | 10 | 6  | 12 | 19 | -7  |
|  | 18.  | Arsenal Sarandí    | 19 | 19 | 5  | 4  | 10 | 19 | 33 | -14 |
|  | 19.  | Chacarita Juniors  | 13 | 19 | 4  | 1  | 14 | 22 | 33 | -11 |
|  | 20.  | Atl. Tucumán       | 13 | 19 | 1  | 10 | 8  | 14 | 26 | -12 |

### Classifica marcatori
|  | 13 | 3 | Mauro Boselli    | Estudiantes (LP)   |  |  |  |  |  |
|  | 10 | 2 | Martín Palermo   | Boca Juniors       |  |  |  |  |  |
|  | 10 | 2 | Rubén Ramírez    | Banfield           |  |  |  |  |  |
|  | 9  | 2 | Carlos Luna      | Tigre              |  |  |  |  |  |
|  | 9  | 0 | Ismael Sosa      | Argentinos Juniors |  |  |  |  |  |
|  | 8  | 0 | Marco Pérez      | Gimnasia (LP)      |  |  |  |  |  |
|  | 8  | 0 | Facundo Parra    | Chacarita Juniors  |  |  |  |  |  |
|  | 7  | 0 | Andrés Silvera   | Independiente      |  |  |  |  |  |
|  | 7  | 1 | Leonel Núñez     | Independiente      |  |  |  |  |  |
|  | 7  | 0 | Federico Higuaín | Godoy Cruz         |  |  |  |  |  |

## Retrocessioni
Retrocedono in Primera B Nacional le due squadre con la peggior media punti. La terzultima e la quartultima giocano uno spareggio promozione/retrocessione con la terza e la quarta della Primera B Nacional.
| #  | Squadra            | 2007–08 | 2008–09 | 2009–10 | Totale Punti | G   | Media Punti |
| -- | ------------------ | ------- | ------- | ------- | ------------ | --- | ----------- |
| 1  | Estudiantes        | 69      | 57      | 71      | 197          | 114 | 1.728       |
| 2  | Lanús              | 56      | 75      | 60      | 191          | 114 | 1.675       |
| 3  | Vélez Sársfield    | 59      | 66      | 61      | 186          | 114 | 1.632       |
| 4  | San Lorenzo        | 64      | 63      | 52      | 179          | 114 | 1.57        |
| 5  | Boca Juniors       | 70      | 61      | 47      | 178          | 114 | 1.561       |
| 6  | Newell's Old Boys  | 56      | 52      | 69      | 177          | 114 | 1.553       |
| 7  | Banfield           | 54      | 46      | 73      | 173          | 114 | 1.518       |
| 8  | Argentinos Juniors | 61      | 38      | 73      | 172          | 114 | 1.509       |
| 9  | Independiente      | 59      | 39      | 68      | 166          | 114 | 1.456       |
| 10 | Colón              | 45      | 57      | 55      | 157          | 114 | 1.377       |
| 11 | Godoy Cruz         | 0       | 49      | 53      | 102          | 76  | 1.342       |
| 12 | River Plate        | 66      | 41      | 43      | 150          | 114 | 1.316       |
| 13 | Tigre              | 56      | 62      | 32      | 150          | 114 | 1.316       |
| 14 | Huracán            | 52      | 58      | 37      | 147          | 114 | 1.289       |
| 15 | Arsenal            | 51      | 46      | 46      | 143          | 114 | 1.254       |
| 16 | Racing Avellaneda  | 40      | 52      | 46      | 138          | 114 | 1.211       |
| 17 | Rosario Central    | 41      | 40      | 50      | 131          | 114 | 1.149       |
| 18 | Gimnasia La Plata  | 36      | 55      | 37      | 128          | 114 | 1.123       |
| 19 | Atlético Tucumán   | 0       | 0       | 35      | 35           | 38  | 0.921       |
| 20 | Chacarita Juniors  | 0       | 0       | 32      | 32           | 38  | 0.842       |

Aggiornato al 17 maggio 2010. Fonte: AFA

### Spareggi
| Squadra 1           | Totale | Squadra 2         | Andata | Ritorno |
| ------------------- | ------ | ----------------- | ------ | ------- |
| All Boys            | 4 - 1  | Rosario Central   | 1 - 1  | 3 - 0   |
| Atlético de Rafaela | 2 - 3  | Gimnasia La Plata | 1 - 0  | 1 - 3   |

### Verdetti
- Atl. Tucumán,  Chacarita Juniors e  Rosario Central retrocedono in Primera B Nacional.
- Gimnasia (LP) resta in Primera División.
- Olimpo,  Quilmes e  All Boys promosse in Primera División.